# Basketano
Il basketano è un alcano policiclico avente formula bruta C10H12. Il suo nome deriva dalla somiglianza della sua formula di struttura ad un cesto (in inglese "basket").
Fu sintetizzato per la prima volta nel 1966 in maniera indipendente da S. Masamune e W. G. Dauben e D. L. Whalen.